# Jean Guillaume Michel de Borchgrave d'Altena
Le comte Jean Guillaume Michel Pascal de Borchgrave d'Altena, né à Mechelen-Bovelingen le 6 avril 1749 et mort à Mechelen-Bovelingen le 7 mai 1818, est un homme politique du royaume uni des Pays-Bas. 

## Biographie
Jean Guillaume Michel de Borchgrave d'Altena est le fils du comte Jean Baptiste Ernest de Borchgrave d'Altena et d'Anne Barbe Antoinette de Pollart d'Exaten.
Gendre de Georges Louis de Blanckart, baron d'Issum, il est le père de Guillaume de Borchgrave d'Altena.

## Mandats et fonctions
- Grand Bailli de Montenaken
- Membre de la Eerste Kamer (1815-1818)

## Sources
- parlement.com